# Wells County (North Dakota)
Wells County ist ein County im Bundesstaat North Dakota der Vereinigten Staaten. Der Verwaltungssitz (County Seat) ist Fessenden.

## Geographie
Das County liegt etwas nordöstlich des geographischen Zentrums von North Dakota und hat eine Fläche von 3343 Quadratkilometern, wovon 50 Quadratkilometer Wasserfläche sind. Es grenzt im Uhrzeigersinn an folgende Countys: Benson County, Eddy County, Foster County, Stutsman County, Kidder County, Sheridan County und Pierce County.

## Geschichte
Wells County wurde 1873 gebildet. Benannt wurde es nach Edward Payson Wells, einem frühen Politiker und Mitglied der Gesetzgebung des Dakota-Territoriums.

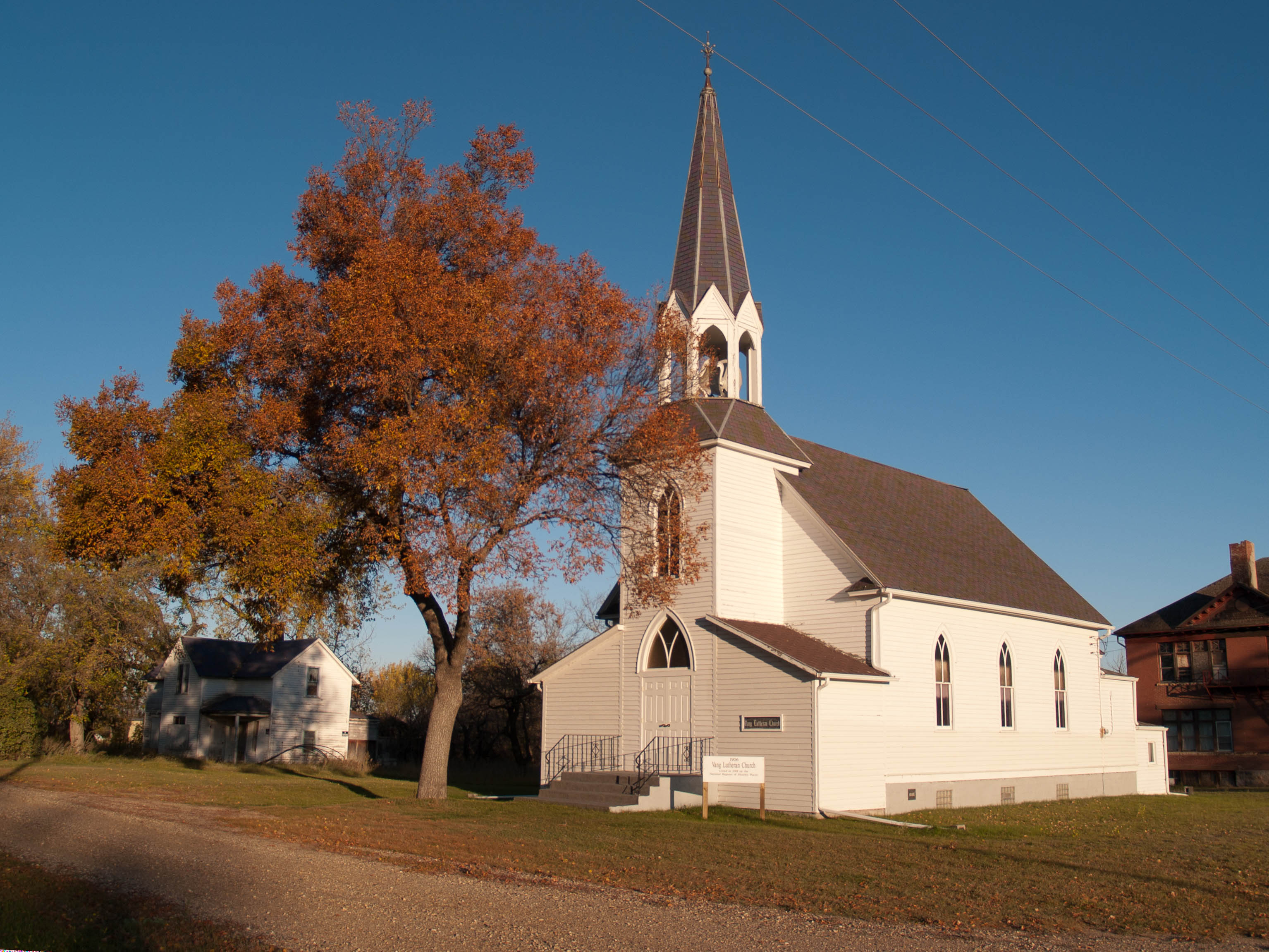
Die Vang Lutheran Church ist einer von fünf Einträgen des Countys im National Register of Historic Places.

Fünf Bauwerke und Stätten des Countys sind insgesamt im National Register of Historic Places eingetragen (Stand 5. April 2018).

## Demografische Daten

Alterspyramide des Wells County

Nach der Volkszählung im Jahr 2000 lebten im Wells County 5.102 Menschen in 2.215 Haushalten und 1.453 Familien. Die Bevölkerungsdichte betrug 2 Einwohner pro Quadratkilometer. Ethnisch betrachtet setzte sich die Bevölkerung zusammen aus 99,12 Prozent Weißen, 0,14 Prozent Afroamerikanern, 0,24 Prozent amerikanischen Ureinwohnern, 0,24 Prozent Asiaten und 0,02 Prozent aus anderen ethnischen Gruppen; 0,25 Prozent stammten von zwei oder mehr Ethnien ab. 0,29 Prozent der Bevölkerung waren spanischer oder lateinamerikanischer Abstammung.
Von den 2.215 Haushalten hatten 25,4 Prozent Kinder und Jugendliche unter 18 Jahre, die bei ihnen lebten. 58,6 Prozent waren verheiratete, zusammenlebende Paare, 4,8 Prozent waren allein erziehende Mütter, 34,4 Prozent waren keine Familien, 32,6 Prozent waren Singlehaushalte und in 18,6 Prozent lebten Menschen im Alter von 65 Jahren oder darüber. Die Durchschnittshaushaltsgröße betrug 2,25 und die durchschnittliche Familiengröße lag bei 2,85 Personen.
Auf das gesamte County bezogen setzte sich die Bevölkerung zusammen aus 22,5 Prozent Einwohnern unter 18 Jahren, 4,6 Prozent zwischen 18 und 24 Jahren, 22,7 Prozent zwischen 25 und 44 Jahren, 24,2 Prozent zwischen 45 und 64 Jahren und 26,0 Prozent waren 65 Jahre alt oder darüber. Das Durchschnittsalter betrug 45 Jahre. Auf 100 weibliche Personen kamen 96,6 männliche Personen. Auf 100 Frauen im Alter von 18 Jahren oder darüber kamen statistisch 94,0 Männer.
Das jährliche Durchschnittseinkommen eines Haushalts betrug 31.894 USD, das Durchschnittseinkommen der Familien betrug 39.284 USD. Männer hatten ein Durchschnittseinkommen von 27.277 USD, Frauen 16.810 USD. Das Prokopfeinkommen betrug 17.932 USD. 10,3 Prozent der Familien und 13,5 Prozent Familien lebten unterhalb der Armutsgrenze. Davon waren 11,1 Prozent Kinder oder Jugendliche unter 18 Jahre und 17,9 Prozent waren Menschen über 65 Jahre.

## Sehenswürdigkeiten
- Vang Lutheran Church (Manfred)